# كارمن خوسوي

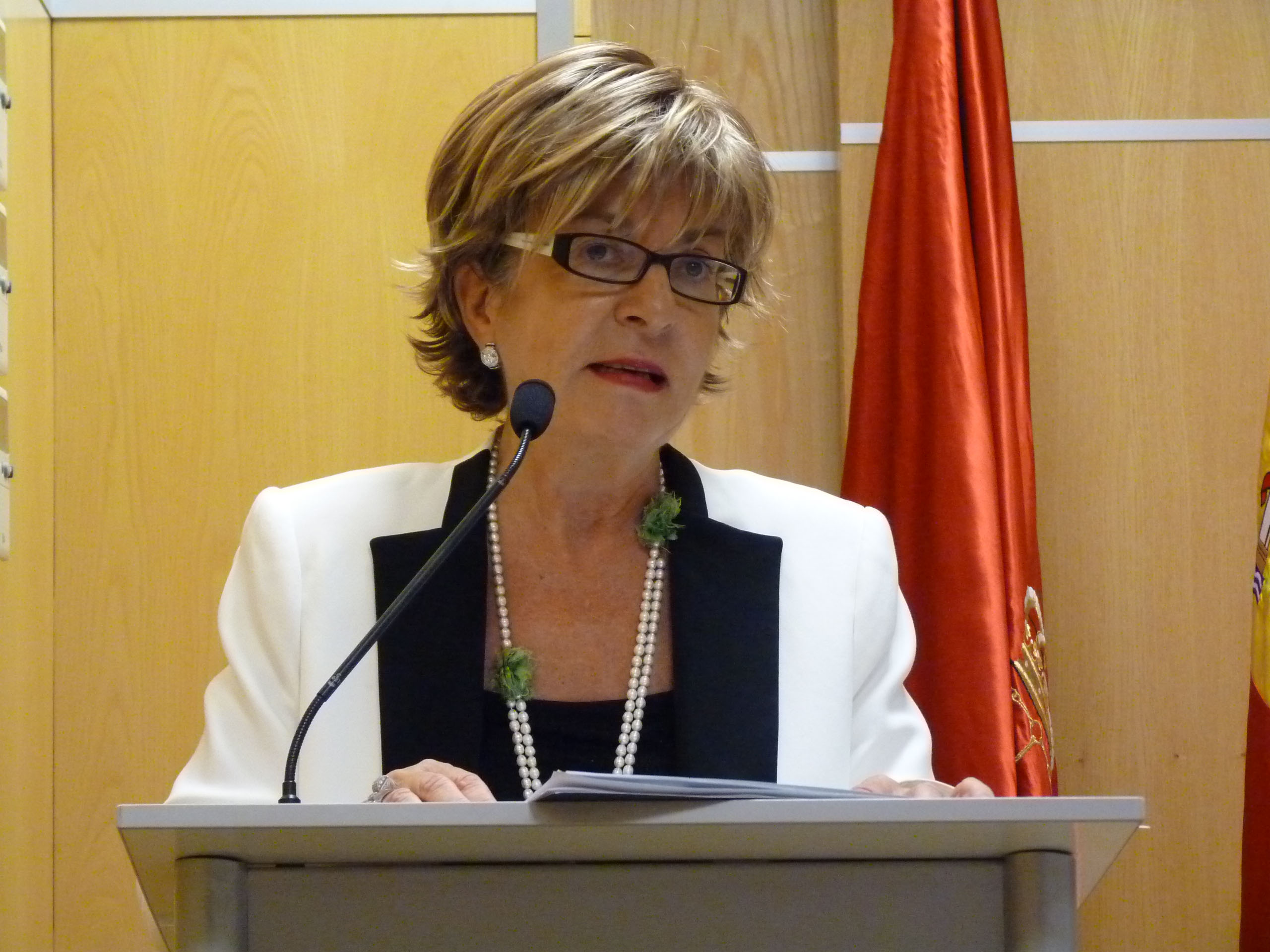
كارمن جوسوي

كارمن جوسوي سيمونينا ( أوليتي ، 1955)  مؤرخة وعالمة آثار إسبانية .  مديرة مركز UNED في بامبلونا  (2015-أغسطس 2022). 

## سيرة
ولدت في اوليتي، وهى ابنة وحفيدة لمزارعين. درست في المدرسة في أوليتي، وفي سن الحادية عشرة في مدرسة سانتو أنخيل (بامبلونا) المنحلة الآن و أكملت دراستها الثانوية في معهد تافالا.
بعد تخرجها في التاريخ بأطروحة بكالوريوس عن السور المسور لمدينة أوليتي أكملت درجة الدكتوراه في جامعة نافارا بأطروحة عن الاستيطان الريفي في نافارا في العصور الوسطي . القواعد الأثرية التي نشرتها مؤسسة أمير فيانا في عام 1988. بدأت حياتها المهنية في التدريس في الجامعة، حيث كانت أستاذة في مركز UNED في بامبلونا. وهي واحدة من الأعضاء المؤسسين لجمعية الدراسات التاريخيه في نافارا التي أنشئت في عام 1988 ومنظمة كل أربع سنوات للمؤتمرات العامة لتاريخ نافارا.
حصلت عن طريق امتحان تنافسي على منصب فني أول في حكومة نافارا، وتم تعيينها لاحقا رئيسة لقسم الكتب و المكتبات في حكومة نافارا. ورئيسة تحرير موسوعة نافارا الكبرى.
تم تعيينها مديرة لمركز UNED المرتبط في بامبلونا 8 أكتوبر 2015 حيث بقيت حتى تقاعدها 31 أغسطس 2022.
تزوجت من الخبير الاقتصادي خافيير ليوز، الذي كان المدير المالي لشركة موفينورد و رزقا بابنهم خبيير عام 1984.

## طريق
وفيما يتعلق بمسيرته المهنية كمتخصص في علم الآثار في العصور الوسطى، فقد أشرف بين عامي 1980 و1990 على حفريات في مواقع تعود إلى تلك الفترة، وشارك في مؤتمرات متخصصة، فضلاً عن إلقاء المحاضرات ودورات الدكتوراه أحادية التخصص حول مواضيع تتعلق بتاريخ نافارا .
ركزت على علم الاثار في نافارا وعلم الآثار في العصور الوسطي ومجالات أخرى مثثل الإثنوغرافيا والتراث الفني و كامينو دي سانتياغو، وقد قادتها خطوط البحث التى أجرتها إلى تنسيق العديد من المؤتمرات. وتوجيه الدورات الصيفيه حول التراث أو علم الآثار فضلا عن نشر الأعمال الاحاديه حول هذه الموضوعات أثناء المشاركة في إعداد ونشر الأعمال الجماعية وفهرسات المعارض وما إلى ذلك.
وكانت ايضا عضوا في :
- المجلس الوطني للمجلس الدولي للآثار والمواقع (مايو 2015)؛
- عضو مجلس أمناء مؤسسة أركيولان، المعنية بتعزيز وتطوير الدراسات والبحوث الأثرية المتخصصة رفيعة المستوى في غويبوسكوا، وآلافا، وفيزكايا، بالإضافة إلى نافارا وأكيتين. عضو في هيئة تحرير مجموعة نصوص تاريخ الطب منذ عام ٢٠٠٤.
- اللجنة العلمية لمجلة ARQUEOLAN منذ عام 1990.
- المجلس الثقافي التاسع لمنطقة نافارا الذي تم تعيينه في فبراير 2013 حتى ديسمبر 2015.
- مجلس أمناء مؤسسة الحفاظ على التراث التاريخي في نافارا من عام 2013 إلى عام 2015.
- كان عضوًا في جمعية الدراسات التاريخية في نافارا منذ تأسيسها في عام 1986، وخدم في مجلس إدارتها من عام 1990 إلى عام 1994 ومن عام 2011 إلى الوقت الحاضر.
- بالإضافة إلى كل هذا شغلت منصب رئيس لجنة التراث في مجلس الثقافة التاسع في نافارا من عام 2013 إلى عام 2015.

## أعمال
تساهم بانتظام في قسم " الثقافة والرأى " في صحيفة دياريو دي نافارا ، وقد نشرت أكثر من 100 مقال وأكثر من أثنى عشر كتابا من بين أعمالها:
- الاستيطان الريفي في نافارا في العصور الوسطى. الأساس الأثري. بامبلونا، حكومة نافارا، ١٩٨٨، ٤٧٢ صفحة. (ردمك 978-84-235-0815-0) . [5]
- العملة في نافارا ، بانوراما، 9، مؤسسة برينسيبي دي فيانا، 1987، 79 صفحة. (الطبعة الثانية، مصححة وموسعة، 104 صفحات، 2002). (ردمك 978-84-235-2211-8) بالتعاون مع Eloísa Ramírez Vaquero . (ردمك 978-84-235-2211-8) . [6]
- أوليتي ، حكومة نافار، 1989، مجموعة بانوراما، رقم 12، بالتعاون مع إي. راميريز فاكيرو، (ردمك 978-84-235-3209-4) .
- الأديرة ، حكومة نافارا، بامبلونا، ١٩٩٤، ٦٤ صفحة. (ردمك 978-84-235-1265-2) . [7]
- كاتدرائية بامبلونا ، مجلدان، Caja de Ahorros de Navarra، بامبلونا، 1994 (تنسيق وإخراج أدبي).
- تاريخ نافارا. المجلد الأول: العصور القديمة وأوائل العصور الوسطى ، بامبلونا، حكومة نافارا، قسم الرئاسة، ١٩٩٥، ١٥٨ صفحة، بالتعاون مع لويس خافيير فورتون ، (ردمك 978-84-235-1203-4)
- قصر أوليتي الملكي. مقر المملكة ، إديليسا، 71، ليون، 2003، 64 صفحة.
- سانتياغو في نافارا. الصورة والذاكرة والتراث ، حكومة نافارا، بامبلونا، ٢٠١١. ٢٨٥ صفحة.
- العنب والكروم والنبيذ في التراث الثقافي لنافارا ، كرسي التراث والفن النافاري في جامعة نافارا، برعاية الحكومة الإقليمية، 116 صفحة. بامبلونا، 2022. [8]